# يان ماكغريغور
يان ماكغريغور (بالإنجليزية: Ian MacGregor)‏ هو راكب دراجة هوائية أمريكي، ولد عام 1983 في هولندا.

## روابط خارجية
- يان ماكغريغور على موقع أرشيف الدراجات (الإنجليزية)
- يان ماكغريغور على موقع إحصائيات الدراجات الإحترافية (الإنجليزية)